# Đội đua Aston Martin
Đội đua Aston Martin là đội đua Công thức 1 được Anh cấp phép có trụ sở tại Silverstone. Vào năm 2023, Lance Stroll và nhà vô địch Công thức 1 hai lần người Tây Ban Nha Fernando Alonso đua cho đội.

## Lịch sử

### 2021
Trong mùa giải đầu tiên kể từ 61 năm với tư cách là đội đua Công thức 1 đại diện hãng xe ô tô Aston Martin của Anh, đội đã ký hợp đồng với Sebastian Vettel, người đã từng đua cho Scuderia Ferrari trong những năm trước, cùng với tay đua của đội tiền nhiệm Racing Point là Lance Stroll làm tay đua mới. Ngoài ra, Nico Hülkenberg đã được xác nhận là tay đua dự bị chính thức sau khi được giao nhiệm vụ đó vào mùa giải 2020.
Xe đua của đội cho mùa giải này tên là Aston Martin AMR21 và màu sắc của chiếc xe chuyển từ hồng sang xanh đậm. Tại giải đua ô tô Công thức 1 Azerbaijan, Vettel đã về nhì và đạt được kết quả tốt nhất của đội từ trước đến nay của đội. Tại giải đua ô tô Công thức 1 Hungary, Vettel về nhì nhưng kết quả của anh đã bị huỷ vì bình xăng trong chiếc xe đua của anh không có đủ nhiên liệu sau cuộc đua. Đội đã phản bác điều đó và đưa yêu cầu lên ban tổ chức của FIA, nhưng việc xem xét lại việc thiếu nhiên liệu trong xe của Sebastian Vettel đã bị từ chối. Vào cuối mùa giải, Aston Martin đứng thứ 7 trên bảng xếp hạng các đội đua với 77 điểm.

### 2022
Vào tháng 1 năm 2022, Otmar Szafnauer, lãnh đội lâu năm của Aston Martin, đã rời đội và chuyển sang Alpine và người kế nhiệm ông là Mike Krack. Vào năm 2022, Vettel và Stroll vẫn ở lại đội. Trước thềm giải đua ô tô Công thức 1 Bahrain, Sebastian Vettel nhiễm COVID-19 và được thay thế bởi Hülkenberg cho chặng đua này và giải đua ô tô Công thức 1 Ả Rập Xê Út tiếp theo. Vào ngày 28 tháng 7, Sebastian Vettel đã thông báo từ giã Công thức 1 sau khi mùa giải kết thúc. Vài ngày sau, Fernando Alonso đã ký hợp đồng dài hạn với Aston Martin. Vào ngày 12 tháng 9, Felipe Drugovich trở thành tay đua đầu tiên tham gia chương trình phát triển của Aston Martin và anh sẽ tham gia các buổi chạy tập đầu tiên của đội tại giải đua ô tô Công thức 1 Abu Dhabi 2022. Aston Martin kết thúc mùa giải ở vị trí thứ 7 trên bảng xếp hạng các đội đua với 55 điểm.

### 2023
Vào năm 2023, Alonso thay thế Vettel và đua cùng với Stroll.
Stroll gặp tai nạn tại vòng phân hạng của giải đua ô tô Công thức 1 Singapore 2023. Sau đó, anh đã quyết định không tham gia cuộc đua.

## Thống kê thành tích

### Thống kê tổng thể
| Mùa giải  | Tên gọi/Biệt danh                     | Xe đua             | Động cơ                             | Hãng lốp  | Tay đua                                       | Số chặng đua tham gia | Chiến thắng | Số lần lên bục trao giải | Vị trí pole | Vòng đua nhanh nhất | Tổng điểm | Vị trí trên BXH |
| --------- | ------------------------------------- | ------------------ | ----------------------------------- | --------- | --------------------------------------------- | --------------------- | ----------- | ------------------------ | ----------- | ------------------- | --------- | --------------- |
| 2021      | Aston Martin Cognizant F1 Team        | Aston Martin AMR21 | Mercedes M12 E Performance 1.6 V6 t | P         | Sebastian Vettel Lance Stroll                 | 22                    | 0           | 1                        | 0           | 0                   | 77        | 7               |
| 2022      | Aston Martin Aramco Cognizant F1 Team | Aston Martin AMR22 | Mercedes M13 E Performance 1.6 V6 t | P         | Sebastian Vettel Lance Stroll Nico Hülkenberg | 22                    | 0           | 0                        | 1           | 0                   | 55        | 7               |
| 2023      | Aston Martin Aramco Cognizant F1 Team | Aston Martin AMR23 | Mercedes M14 E Performance 1.6 V6 t | P         | Fernando Alonso Lance Stroll                  | 22                    | 0           | 8                        | 0           | 1                   | 280       | 5               |
| 2024      | Aston Martin Aramco F1 Team           | Aston Martin AMR24 | Mercedes M15 E Performance 1.6 V6 t | P         | Fernando Alonso Lance Stroll                  | 3                     | 0           | 0                        | 0           | 0                   | 25*       | 5*              |
| Tổng cộng | Tổng cộng                             | Tổng cộng          | Tổng cộng                           | Tổng cộng | Tổng cộng                                     | 64*                   | 0           | 9                        | 1           | 1                   | 437       |                 |

### Tất cả các tay đua của Đội đua Aston Martin trong Công thức 1
| Tay đua          | Những năm tham gia | Số chặng đua tham gia | Tổng điểm | Chiến thắng | Số lần lên bục trao giải | Vị trí pole | Vòng đua nhanh nhất | Vị trí cao nhất trên BXH |
| ---------------- | ------------------ | --------------------- | --------- | ----------- | ------------------------ | ----------- | ------------------- | ------------------------ |
| Lance Stroll     | 2021–              | 69                    | 135       | 0           | 0                        | 0           | 0                   | 10 (2023)                |
| Sebastian Vettel | 2021–2022          | 44                    | 80        | 0           | 1                        | 0           | 0                   | 12 (2021, 2022)          |
| Fernando Alonso  | 2023–              | 25                    | 222       | 0           | 8                        | 0           | 1                   | 5 (2023)                 |
| Nico Hülkenberg  | 2022               | 2                     | 0         | 0           | 0                        | 0           | 0                   | 22 (2022)                |

### Thống kê kết quả chi tiết
| Mùa giải | Xe đua             | Động cơ                             | Hãng lốp | Tay đua          | 1   | 2   | 3   | 4   | 5   | 6   | 7   | 8   | 9   | 10  | 11  | 12  | 13  | 14  | 15  | 16  | 17  | 18  | 19  | 20  | 21  | 22  | 23  | 24  | Tổng điểm | Vị trí trong BXH |
| -------- | ------------------ | ----------------------------------- | -------- | ---------------- | --- | --- | --- | --- | --- | --- | --- | --- | --- | --- | --- | --- | --- | --- | --- | --- | --- | --- | --- | --- | --- | --- | --- | --- | --------- | ---------------- |
| 2021     | Aston Martin AMR21 | Mercedes M12 E Performance 1.6 V6 t | P        |                  | BHR | EMI | POR | ESP | MON | AZE | FRA | STY | AUT | GBR | HUN | BEL | NED | ITA | RUS | TUR | USA | MXC | SAP | QAT | SAU | ABU |     |     | 77        | 7                |
| 2021     | Aston Martin AMR21 | Mercedes M12 E Performance 1.6 V6 t | P        | Sebastian Vettel | 15  | 15  | 13  | 13  | 5   | 2   | 9   | 12  | 17  | Ret | DSQ | 5   | 13  | 12  | 12  | 18  | 10  | 7   | 11  | 10  | Ret | 11  |     |     | 77        | 7                |
| 2021     | Aston Martin AMR21 | Mercedes M12 E Performance 1.6 V6 t | P        | Lance Stroll     | 10  | 8   | 14  | 11  | 8   | Ret | 10  | 8   | 13  | 8   | Ret | 20  | 12  | 7   | 11  | 9   | 12  | 14  | Ret | 6   | 11  | 13  |     |     | 77        | 7                |
| 2022     | Aston Martin AMR22 | Mercedes M13 E Performance 1.6 V6 t | P        |                  | BHR | SAU | AUS | EMI | MIA | ESP | MON | AZE | CAN | GBR | AUT | FRA | HUN | BEL | NED | ITA | SIN | JPN | USA | MXC | SAP | ABU |     |     | 55        | 7                |
| 2022     | Aston Martin AMR22 | Mercedes M13 E Performance 1.6 V6 t | P        | Sebastian Vettel | INJ | INJ | Ret | 8   | 17  | 11  | 10  | 6   | 12  | 9   | 17  | 11  | 10  | 8   | 14  | Ret | 8   | 6   | 8   | 14  | 11  | 10  |     |     | 55        | 7                |
| 2022     | Aston Martin AMR22 | Mercedes M13 E Performance 1.6 V6 t | P        | Lance Stroll     | 12  | 13  | 12  | 10  | 10  | 15  | 14  | 16  | 10  | 11  | 13  | 10  | 11  | 11  | 10  | Ret | 6   | 12  | Ret | 15  | 10  | 8   |     |     | 55        | 7                |
| 2022     | Aston Martin AMR22 | Mercedes M13 E Performance 1.6 V6 t | P        | Nico Hülkenberg  | 17  | 12  |     |     |     |     |     |     |     |     |     |     |     |     |     |     |     |     |     |     |     |     |     |     | 55        | 7                |
| 2023     | Aston Martin AMR23 | MercedesM14 E Performance 1.6 V6 t  | P        |                  | BHR | SAU | AUS | AZE | MIA | MON | ESP | CAN | AUT | GBR | HUN | BEL | NED | ITA | SIN | JPN | QAT | USA | MXC | SAP | LVG | ABU |     |     | 280       | 5                |
| 2023     | Aston Martin AMR23 | MercedesM14 E Performance 1.6 V6 t  | P        | Fernando Alonso  | 3   | 3   | 3   | 46  | 3   | 2   | 7   | 2   | 5   | 7   | 9   | 5   | 2F  | 9   | 15  | 8   | 6   | Ret | Ret | 3   | 9   | 7   |     |     | 280       | 5                |
| 2023     | Aston Martin AMR23 | MercedesM14 E Performance 1.6 V6 t  | P        | Lance Stroll     | 6   | Ret | 4   | 78  | 12  | Ret | 6   | 9   | 94  | 14  | 10  | 9   | 11  | 16  | WD  | Ret | 11  | 7   | 17  | 5   | 5   | 10  |     |     | 280       | 5                |
| 2024     | Aston Martin AMR24 | MercedesM15 E Performance 1.6 V6 t  | P        |                  | BHR | SAU | AUS | JPN | CHN | MIA | MIA | MON | CAN | ESP | AUT | GBR | HUN | BEL | NED | ITA | ITA | SIN | USA | MXC | SAP | LVG | QAT | ABU | 25*       | 5*               |
| 2024     | Aston Martin AMR24 | MercedesM15 E Performance 1.6 V6 t  | P        | Fernando Alonso  | 9   | 5   | 8   |     |     |     |     |     |     |     |     |     |     |     |     |     |     |     |     |     |     |     |     |     | 25*       | 5*               |
| 2024     | Aston Martin AMR24 | MercedesM15 E Performance 1.6 V6 t  | P        | Lance Stroll     | 10  | Ret | 6   |     |     |     |     |     |     |     |     |     |     |     |     |     |     |     |     |     |     |     |     |     | 25*       | 5*               |

Chú thích
- * Mùa giải đang diễn ra
- † Tay đua không hoàn thành chặng đua nhưng được xếp hạng vi đã hoàn thành hơn 90% của chặng đua.

Chú thích cho bảng trên
| Chú thích                | Chú thích                                |
| Màu                      | Ý nghĩa                                  |
| ------------------------ | ---------------------------------------- |
| Vàng                     | Chiến thắng                              |
| Bạc                      | Hạng 2                                   |
| Đồng                     | Hạng 3                                   |
| Xanh lá                  | Các vị trí ghi điểm khác                 |
| Xanh dương               | Được xếp hạng                            |
| Xanh dương               | Không xếp hạng, có hoàn thành (NC)       |
| Tím                      | Không xếp hạng, bỏ cuộc (Ret)            |
| Đỏ                       | Không phân hạng (DNQ)                    |
| Đen                      | Bị loại khỏi kết quả (DSQ)               |
| Trắng                    | Không xuất phát (DNS)                    |
| Trắng                    | Chặng đua bị hủy (C)                     |
|                          | Không đua thử (DNP)                      |
| Loại trừ (EX)            |                                          |
| Không đến (DNA)          |                                          |
| Rút lui (WD)             |                                          |
| Không tham gia (ô trống) |                                          |
| Ghi chú                  | Ý nghĩa                                  |
| P                        | Giành vị trí pole                        |
| Số mũ cao                | Vị trí giành điểm tại chặng đua nước rút |
| F                        | Vòng đua nhanh nhất                      |